# Paulatuk
Paulatuk ou Paulatuuq est un village situé dans la région d'Inuvik dans les Territoires du Nord-Ouest au Canada. Il est principalement habité par les Inuits. Il est inaccessible par la route.

## Géographie
Paulatuk est situé dans la région d'Inuvik dans les Territoires du Nord-Ouest au Canada le long de la baie Darnley (en) du golfe d'Amundsen. La communauté n'est pas accessible par la route, mais elle comprend un aéroport.

## Histoire
La région a été habitée par des humains depuis au moins mille ans avant Jésus-Christ par les Thulés et les Inuits du cuivre. La communauté actuelle a été fondée dans les années 1920.
En 1987, Paulatuk a été incorporé en tant que hameau.

## Démographie
Selon le recensement du Canada de 2016, la population de Paulatuk est de 265 habitants dont la grande majorité sont des Inuits. Les deux principales langues parlées sont l'inuinnaqtun et l'anglais.

## Climat
Paulatuk se situe dans un climat subarctique près de la toundra.
| Mois                                  | jan.      | fév.       | mars       | avril      | mai       | juin      | jui.      | août      | sep.      | oct.       | nov.       | déc.       | année      |
| ------------------------------------- | --------- | ---------- | ---------- | ---------- | --------- | --------- | --------- | --------- | --------- | ---------- | ---------- | ---------- | ---------- |
| Température minimale moyenne (°C)     | −29,3     | −30        | −27,7      | −19,1      | −7,7      | 1,5       | 5,7       | 5,1       | 0,7       | −8,6       | −21,3      | −25,7      | −13        |
| Température moyenne (°C)              | −25,6     | −26,2      | −23,5      | −14,3      | −3,9      | 5,9       | 10,1      | 8,7       | 3,3       | −6         | −17,9      | −22        | −9,3       |
| Température maximale moyenne (°C)     | −21,8     | −22,2      | −19,2      | −9,4       | 0         | 10,3      | 14,4      | 12,2      | 6         | −3,3       | −14,4      | −18,3      | −5,5       |
| Record de froid (°C) date du record   | −42 1990  | −44,4 2002 | −46,9 2005 | −36,8 1997 | −31 2004  | −6,4 2000 | −3 2005   | −3,2 1996 | −11 1992  | −34,1 1996 | −37,5 1988 | −38,7 1997 | −46,9 2005 |
| Record de chaleur (°C) date du record | −0,9 2001 | −1,6 2006  | 1 2019     | 13,1 2014  | 23,5 2010 | 28,2 2013 | 30,3 2001 | 30,2 2013 | 22,3 2003 | 16,5 2003  | 7,6 1997   | −0,9 2020  | 30,3 2001  |
| Précipitations (mm)                   | 12        | 10,3       | 13,3       | 9,5        | 14,4      | 14,3      | 21,9      | 34,5      | 24,7      | 25,4       | 18,1       | 14,4       | 212,9      |
| dont neige (cm)                       | 14,2      | 10,7       | 15,5       | 11,3       | 11,5      | 0,7       | 0         | 0,4       | 6,1       | 25,1       | 19,3       | 17,1       | 131,8      |
| Humidité relative (%)                 | 79,5      | 77         | 80,5       | 85,3       | 88,9      | 86        | 69,9      | 78,6      | 79,6      | 82,5       | 80,2       | 76,9       | 78         |

| Diagramme climatique                                  |              |                |              |           |             |             |             |          |              |                |                |
| J                                                     | F            | M              | A            | M         | J           | J           | A           | S        | O            | N              | D              |
| −21,8−29,312                                          | −22,2−3010,3 | −19,2−27,713,3 | −9,4−19,19,5 | 0−7,714,4 | 10,31,514,3 | 14,45,721,9 | 12,25,134,5 | 60,724,7 | −3,3−8,625,4 | −14,4−21,318,1 | −18,3−25,714,4 |
| Moyennes : • Temp. maxi et mini °C • Précipitation mm |              |                |              |           |             |             |             |          |              |                |                |

## Vivre à Paulatuk
Paulatuk comprend un détachement de la Gendarmerie royale du Canada desservis par deux gendarmes ainsi qu'une clinique médicale desservie par deux infirmières. La communauté comprend une école qui enseigne tous les niveaux du primaire et du secondaire.

## Annexe